# سوي وي (لاعب كرة قدم)
سوي وي (بالصينية: 崔巍) (16 أغسطس 1994 في الصين - ) هو لاعب كرة قدم صيني في مركز الوسط.

## وصلات خارجية
- سوي وي (لاعب كرة قدم) على موقع قاعدة بيانات كرة القدم.إي يو (الإنجليزية)
- سوي وي (لاعب كرة قدم) على موقع Soccerway.com (الإنجليزية)